# Tiên Chẩn
Tiên Chẩn (chữ Hán: 先軫/先轸; ?-627 TCN) là tướng nước Tấn thời Xuân Thu trong lịch sử Trung Quốc. Ông có công giúp Tấn Văn công xây dựng nghiệp bá chủ chư hầu.

## Thân thế
Tiên Chẩn vốn mang họ Cơ, cùng một dòng họ với các vua nước Tấn. Tổ tiên ông là con thứ của Tây bá Cơ Xương (tức Chu Văn vương), được phong ở đất Nguyên.

## Thời Tấn Văn công
Tiên Chẩn bắt đầu xuất hiện trong sử sách từ thời Tấn Văn công. Cuối năm 633 TCN, Tấn Văn công lập 3 đạo quân, thì Tiên Chẩn và Loan Bá chỉ huy đạo hạ quân.
Sở Thành vương mang quân bao vây nước Tống. Tống Thành công sai Công Tôn Cố mang hậu lễ sang cầu viện nước Tấn. Đầu năm 632 TCN khi Tấn Văn công chưa ra quân thì Khước Hộc qua đời, Tấn Văn công bèn cho Tiên Chẩn làm trung quân nguyên soái. Tấn Văn công hỏi ông:
Nước Tống lại đến cầu cứu, nếu bỏ không cứu thì hai bên tuyệt giao; mà đòi Sở giải vây thì nước Sở không chịu. Nếu đánh nhau với Sở thì Tần và Tề không ủng hộ. Vậy phải làm thế nào?
Ông hiến kế cứu nước Tống đánh Sở với Tấn Văn công:
Hãy đánh nước Tào và nước Vệ. Tào, Vệ là đồng minh của Sở, thế nào Sở cũng phải mang quân lại cứu, có thể giải vây cho Tống. Lễ của nước Tống mà ta lấy thì mất đi nhân nghĩa vì nhận của mới cứu người, nên sai sứ Tống mang bớt lễ sang cho Tề và Tần nhờ nói hộ với nước Sở. Nếu Tề và Tần nói mà Sở không nghe thì Tề và Tần sẽ sinh hiềm khích với Sở.
Tấn Văn công theo kế Tiên Chẩn, bèn dẫn cả ba đạo quân đi đánh nước Tào là chư hầu theo Sở, đồng thời báo thù việc đối xử không tốt của Tào Cung công trên đường lưu lạc trước đây. Tấn Văn công định mượn đường nước Vệ nhưng Vệ Thành công không cho, vì vậy chuyển sang đánh nước Vệ trước, đánh chiếm thành Ngũ Lộc.
Vệ Thành công cầu Sở Thành vương cứu nhưng người trong nước không ủng hộ, bị đuổi phải chạy ra đất Tương Ngưu. Công tử Mãi nước Vệ chiếm giữ nước Vệ xin hòa với nước Tấn. Tấn Văn công cho Vệ giảng hòa rồi mang quân đánh Tào. Quân Tấn vây hãm nước Tào trong 3 tháng, cuối cùng chiếm được thành, bắt sống Tào Cung công.
Quân Sở vẫn chưa giải vây nước Tống. Tấn Văn công từng có ơn với cả vua Tống và vua Sở trên đường lưu lạc nên phân vân khó xử chưa biết ủng hộ bên nào. Tiên Chẩn hiến kế:
Ta hãy bắt nước Tào và nước Vệ cắt đất cho nước Tống khiến vua Sở phải giải vây Tống sang cứu Tào và Vệ.
Tấn Văn công theo kế, quả nhiên hai nước Sở Thành vương rút quân khỏi nước Tống, muốn rút về nước và giảng hòa với Tấn. Nhưng tướng Sở là Thành Đắc Thần không đồng tình, nhất định đòi giao tranh với quân Tấn. Sở Thành vương giận Đắc Thần, chỉ cấp cho ít quân, còn mình trở về nước.
Thành Đắc Thần sai sứ là Uyển Xuân đến gặp Tấn Văn công, đề nghị phục ngôi cho vua Tào và vua Vệ thì quân Sở sẽ thôi đánh Tống. Tướng Tấn là Tử Phạm cho rằng quân Sở vô lễ và nên đánh. Tiên Chẩn lại hiến kế:
Ta hãy ngầm giao hẹn với vua Vệ và vua Tào sẽ phục ngôi cho hai người nếu họ tuyệt giao với nước Sở và theo ta. Mặt khác lại bắt giam sứ giả nước Sở để quân Sở tức giận đánh ta trước.
Tấn Văn công lại làm theo, vua Vệ và Tào bằng lòng thần phục nước Tấn, tuyệt giao với nước Sở. Cùng lúc đó Tần Mục công và Tề Hiếu công nhận lễ của nước Tống cũng sai sứ sang nói với Thành Đắc Thần hộ nước Tống. Thành Đắc Thần thấy sứ giả bị bắt, còn hai nước đồng minh Vệ và Tào lại cắt đứt quan hệ nên rất tức giận, không theo lời thỉnh cầu của sứ Tần và sứ Tề, rồi thúc quân tiến lên giao chiến.
Tháng 4 năm 632 TCN, hai bên đánh nhau to ở Thành Bộc. Quân Tấn có quân Tề, Trần, Tống trợ chiến, đại thắng quân Sở. Thành Đắc Thần mang tàn quân tháo chạy.
Sau trận Thành Bộc, Tấn Văn công xác lập địa vị bá chủ chư hầu.

## Thời Tấn Tương công
Năm 628 TCN, Tấn Văn công mất, thế tử Cơ Hoan lên nối ngôi, tức là Tấn Tương công. Nhân lúc Tấn Văn công mới mất, năm 627 TCN Tần Mục công sai Mạnh Minh, Bạch Ất Bính và Tây Khất Thuật đi đánh Tấn.
Tiên Chẩn nói với Tấn Tương công rằng quân Tần nhân lúc nước Tấn có tang mà đến đánh là phi đạo đức, nên đánh thẳng tay không cần kể đến ơn với Tấn Văn công trước đây nữa. Tấn Tương công nghe lời, cử Tiên Chẩn mang quân ra mai phục ở đất Hào Sơn hiểm yếu. Quân Tần lọt vào trận địa, bị quân Tấn đánh thua to. Cả ba tướng Tần đều bị bắt. Vợ thứ của Tấn Văn công là Hoài Doanh xin Tấn Tương công thả các tướng Tần về. Tương công đồng ý.
Tiên Chẩn nghe tin các tướng Tần được thả, rất tức giận vì công lao tướng sĩ đánh trận lập công bị bỏ, bèn chạy vào trách Tương công. Trong lúc tức giận, Tiên Chẩn gắt gỏng và nhổ nước bọt vào mặt vua. Tấn Tương công không trách Tiên Chẩn, sai Dương Xử Phủ đuổi theo bắt giữ các tướng Tần lại. Quân Tấn đuổi theo đến sông Hoàng Hà thì các tướng Tần đã có thuyền đón đi thoát.
Cùng năm, nước Địch phía bắc mang quân xâm lấn nước Tấn, tiến vào đất Cơ. Tiên Chẩn lại mang quân ra cự địch, đánh tan quân Địch. Thắng trận xong, Tiên Chẩn tự phạt mình tội vô lễ với Tấn Tương công, bèn cởi giáp và mũ trụ xông vào đám đông quân nước Địch mà chết. Quân nước Địch trả lại xác ông cho nước Tấn, mặt ông vẫn tươi như lúc còn sống.
Không rõ Tiên Chẩn bao nhiêu tuổi. Con ông là Tiên Thư Cư cũng được Tấn Tương công trọng dụng, đánh thắng quân Tần xâm lấn trong năm sau.

## Đánh giá
Tiên Chẩn được nhìn nhận là một nhân vật kiệt xuất của nước Tấn, có phẩm chất cao thượng và trí dũng song toàn.

## Trong Đông Chu liệt quốc
Tiên Chẩn xuất hiện trong tiểu thuyết Đông Chu liệt quốc của Phùng Mộng Long từ hồi 40 đến hồi 55. Các chiến công nổi bật của Tiên Chẩn trong trận Thành Bộc và Hào Sơn được kể khá gần với sử sách.
Hình ảnh cuối cùng của Tiên Chẩn, cởi giáp xông vào trận chiến với nước Địch được mô tả rất bi tráng. Sau khi giết được vua nước Địch là Bạch Bộ Hồ, ông viết thư tạ lỗi Tấn Tương công rồi một mình xông vào chết dưới mưa tên của quân Địch, khi chết vẫn ngồi sừng sững trên mình ngựa. Người nước Địch rất khiếp đảm và khâm phục ông, mang trả xác về nước. Tấn Tương công đọc thư tuyệt mệnh của ông, rất thương xót, đã hậu táng và trọng dụng Tiên Thả Cư.